# Felicia Day
Kathryn Felicia Day (Huntsville, Alabama, 28 de junho de 1979) é uma atriz, cantora, escritora e produtora norte-americana que ficou conhecida por seu trabalho como "Charlie Bradbury" na série Supernatural. Conhecida também como "Vi" na série de Televisão Buffy the Vampire Slayer e por partes em filmes como Bring It On Again e June, assim como o musical da Internet, Dr. Horrible's Sing-Along Blog. 
Day também é a estrela, roteirista e produtora da série original da web The Guild, um show baseado em sua vida como gamer, dirigido por Sean Michael Becker.
Ela é membro da Mesa de Diretores da International Academy of Web Television. Desde 2012 fazia parte do elenco da série Supernatural, como amiga dos irmãos Winchester.

## Vida pessoal e educação
Felicia Day começou sua carreira com 7 anos, quando ela estrelou como escoteira em uma produção local de To Kill a Mockingbird. Ela estudou canto e balé profissionalmente, se apresentando em shows e competições nacionais. Educada em casa durante a maior parte de sua infância, Day começou a faculdade com 16 anos.
Ela era uma Acadêmica de Mérito Nacional (1995) e formou-se como oradora de sua turma. Uma violinista talentosa, Day foi aceita na escola de música Juilliard, mas decidiu ir para a Universidade do Texas em Austin com uma bolsa de estudos integral pelo desempenho de violino. Ela se formou duplamente, uma vez em matemática e outro pela sua performance musical. Ela também é uma grande jogadora de videogames. Sendo grande parte do seu trabalho na Web série The guild baseada em suas experiências pessoais com jogos.

## Filmografia

### Filmes
| Ano  | Titulo                | Papel             |
| ---- | --------------------- | ----------------- |
| 2001 | Strings               |                   |
| 2003 | Delusional            |                   |
| 2003 | Backslide             | Maddie            |
| 2004 | The Mortician's Hobby | Tiffany           |
| 2004 | Bring It On Again     | Penelope          |
| 2004 | Final Sale            | Felicia           |
| 2005 | Short Story Time      | Felicia           |
| 2006 | God's Waiting List    | Trixie            |
| 2007 | Splitting Hairs       | Sugar Girl        |
| 2008 | Prairie Fever         | Blue              |
| 2008 | Dear Me               | Pipsy             |
| 2010 | Red: Werewolf Hunter  | Virginia Sullivan |
| 2011 | Rock Jocks            | Alison            |
| 2014 | Lust for Love         | Mary              |
| 2017 | Chew                  | Ameila Mintz      |

### Televisão
| Ano           | Titulo                                          | Função                             | Notas |
| ------------- | ----------------------------------------------- | ---------------------------------- | --- |
| 2001          | Emeril                                          | Cherie                             | Episódio: "Whose Life Is It Anyway?"                                                                                                   |
| 2002          | Maybe It's Me                                   | Cookie                             | Episódio: "The Crazy-Girl Episode" |
| 2002          | House Blend                                     | Pam                                | Filme para televisão |
| 2002          | They Shoot Divas, Don't They?                   | Call Girl                          | Filme para televisão |
| 2003          | Buffy the Vampire Slayer                        | Vi                                 | 8 episódios |
| 2003          | For the People                                  | Nicole                             | Episódio: "Nexus" |
| 2003          | Undeclared                                      | Sheila                             | Episódio: "God Visits" |
| 2004          | Century City                                    | Sheryl                             | Episódio: "The Haunting" |
| 2004          | Strong Medicine                                 | Jesse's Friend                     | Episódio: "Positive Results" |
| 2004          | One on One                                      | Sarah                              | Episódio: "We'll Take Manhattan" |
| 2004          | June                                            | June Marie Jacobs                  | Filme para televisão |
| 2005          | Warm Springs                                    | Eloise Hutchinson                  | Filme para televisão |
| 2005          | Mystery Woman: Vision of a Murder               | Emily                              | Filme para televisão |
| 2005          | Monk                                            | Heidi Gefsky                       | Episódio: "Mr. Monk Gets Drunk" |
| 2006          | Windfall                                        | Danielle                           | 2 episódios |
| 2006          | Love, Inc.                                      | Natalie                            | Episódio: "Hello, Larry" |
| 2007–2013     | The Guild                                       | Cyd Sherman/Codex                  | Criadora da Websérie |
| 2008          | House                                           | Apple                              | Episódio: "Not Cancer" |
| 2008          | Retarded Policeman #7.5: Fish                   | Ela mesma                          | |
| 2008          | Dr. Horrible's Sing-Along Blog                  | Penny                              | Websérie |
| 2008–2010     | The Legend of Neil                              | Fairy                              | Websérie 5 episódios |
| 2009          | Roommates                                       | Alyssa                             | 3 episódios |
| 2009          | My Boys                                         | Heather                            | Episódio: "Madder of Degrees" |
| 2009          | Dollhouse                                       | Mag                                | 2 episódios |
| 2009          | IRrelevant Astronomy                            | Felicia Day                        | Episódio: "Behind the Scenes: When Galaxies Collide"                                                                                   |
| 2009          | Lie to Me                                       | Ms. Angela                         | Episódio: "Tractor Man" |
| 2009          | Three Rivers                                    | Jeni                               | Episódio: "A Roll of the Dice" |
| 2010          | A Comicbook Orange                              | Ela mesma                          | Episódio: "Felicia Day & Viking" |
| 2010          | The Webventures of Justin and Alden             | Ela mesma                          | 2 episódios |
| 2010–2013     | Generator Rex                                   | Annie                              | Voz, 3 episódios |
| 2011          | Dragon Age: Redemption                          | Tallis                             | Escritor e co-produtor |
| 2011          | The Big Chew                                    | Marjorie                           | Produção YouTube |
| 2011–2012     | Eureka                                          | Dr. Holly Marten                   | 18 episódios |
| 2012          | Fish Hooks                                      | Angela                             | Voz, 4 episódios |
| 2012          | MyMusic                                         | Gorgol                             | Episódio: "INVISIBLE!" Série do YouTube na Internet                                                                                    |
| 2012          | Dan Vs.                                         | The Boss                           | Voz, episódio: "Dan vs. The Boss" |
| 2012          | Husbands                                        | Sexy Pizza Girl                    | Websérie |
| 2012          | YOMYOMF                                         | Ela mesma                          | Episódio: "KevJumba Takes the SAT w/ Felicia Day" YouTube Internet series                                                              |
| 2012          | The Game Station Podcast                        | Ela mesma                          | Episódio: "Episode 27" YouTube Internet series                                                                                         |
| 2012          | Rewind YouTube Style 2012                       | Carly Rae Jepsen                   | Vídeo único |
| 2012–2014     | My Gimpy Life                                   | Felicia                            | Série da Internet do YouTube de 2 episódios                                                                                            |
| 2012–2014     | The High Fructose Adventures of Annoying Orange | Ginger/Peach                       | Voz, 29 episódios |
| 2012–2017     | Tabletop                                        | Ela mesma                          | 10 episódios |
| 2012–2020     | Supernatural                                    | Charlie Bradbury/Celeste Middleton | 11 episódios |
| 2012–presente | The Flog                                        | Ela mesma                          | Vlog semanal no Geek & Sundry |
| 2012–presente | Vaginal Fantasy                                 | Ela mesma                          | Hangout mensal no Geek & Sundry |
| 2013          | Felicia's Ark                                   | Ela mesma                          | Série semanal que vai de 1º de abril a 13 de maio. Série na Internet do YouTube                                                        |
| 2013          | Co-Optitude                                     | Ela mesma                          | Série do YouTube na Internet |
| 2013          | Spellslingers                                   | Ela mesma                          | Série da Internet do YouTube de 2 episódios                                                                                            |
| 2013          | Outlands                                        | 84                                 | Série do YouTube |
| 2015          | Critical Role                                   | Lyra                               | Episódios 18 & 19: "Trial of the Take: Part 1 & 2"                                                                                     |
| 2015          | Rooster Teeth Podcast                           | #337                               | Websérie YouTube |
| 2015–2017     | Con Man                                         | Karen                              | Websérie 5 episódios |
| 2016          | We Bare Bears                                   | Karla                              | Voz, episódio: "The Island" |
| 2016          | The Librarians                                  | Charlotte                          | Episódio: "And the Tears of a Clown"                                                                                                   |
| 2017          | Be Cool, Scooby-Doo!                            | Violet Oberon                      | Voz, episódio: "Vote Velma" |
| 2017          | My Little Pony: Friendship Is Magic             | Pear Butter                        | Voz, episódio: "The Perfect Pear" |
| 2017          | Danger & Eggs                                   | Francesca                          | Voz, episódio: "Check Mates/Pirate Gorgeous"                                                                                           |
| 2017          | The Game Awards                                 | Ela mesma                          | Apresentador; ícone da indústria |
| 2017–2018     | Adventure Time                                  | Betty Grof                         | Voz, 8 episódios |
| 2017–2018     | Stretch Armstrong and the Flex Fighters         | Erika Violette, vozes adicionais   | Voz, 14 episódios |
| 2017–present  | Mystery Science Theater 3000                    | Kinga Forrester                    | 20 episódios |
| 2017–2018     | Skylanders Academy                              | Cynder                             | Voz |
| 2018          | Miles from Tomorrowland                         | Grendel / Hemeran                  | Voz, episódio: "Grendel's Moving Castle"                                                                                               |
| 2018          | Robot Chicken                                   | Livewire/Jessica Rabbit            | Voz, episódio: "Never Forget" |
| 2018–2019     | The Magicians                                   | Poppy Kline                        | 4 episódios |
| 2019          | Good Mythical Morning                           | Ela mesma                          | Teste de sabor de comida alienígena |
| 2019, 2023    | The Rookie                                      | Dr. Morgan                         | 2 episódios |
| 2020          | Into the Dark                                   | Molly                              | Episódio: "Pooka Lives!" |
| 2020          | Glitch Techs                                    | Simi / Emma                        | Voz, 3 episódios |
| 2020          | Spider-Man                                      | Mary Jane Watson                   | Voz |
| 2021          | The Owl House                                   | Bria                               | Voz, episódio: "Through the Looking Glass Ruins"                                                                                       |
| 2022          | The Legend of Vox Machina                       | Capitã de Emon, Bandit #2          | Voz |
| 2022          | Monster High                                    | Ghoulia Yelps                      | Voz |
| 2022          | Headless: A Sleepy Hollow Story                 | Henrietta Hudson                   | 2 episódios |
| 2023          | Third Eye                                       | "Laurel"                           | Podcast limitado escrito por Day e coestrelado por Sean Astin, Neil Gaiman, Wil Wheaton, Christopher Judge, LilyPichu, e London Hughes |

### Video games
| Ano  | Titulo                              | Papel               |
| ---- | ----------------------------------- | ------------------- |
| 2010 | Rock of the Dead                    | Mary Beth           |
| 2010 | Fallout: New Vegas                  | Veronica Santangelo |
| 2011 | Dragon Age II: Mark of the Assassin | Tallis              |
| 2012 | Guild Wars 2                        | Zojja               |
| 2014 | Family Guy: The Quest for Stuff     | Ela mesma           |
| 2019 | Monster Prom: Second Term           | Violet              |

## Ligações Externas
- Felicia Day Online - website oficial e blog
- Felicia Day. no IMDb.